# 푸니르는 귀여운 슬라임
《푸니르는 귀여운 슬라임》(일본어: ぷにるはかわいいスライム 푸니루와 가와이 스라이무[*])는 마에다군이 지은 일본의 만화다. 웹코믹 사이트 주간 코로코로 코믹(쇼가쿠칸)에서 2022년 3월 15일부터 연재를 개시했다.

## 제작
코로코로 사상 최초가 되는 '일상 러브 코미디' 작품이다. 주간 코로코로 코믹의 창간시의 신연재 오리지널 작품 중 하나다. 《별책 코로코로 코믹》 2019년 4월호에 게재된 단편 만화 《귀여운 푸니르는 슬라임》(かわいいぷにるはスライム)의 아이디어를 응용한 것이다.

## 줄거리
극히 평범한 소년 카와이 코타로는 어느 날 직접 만든 슬라임에 생명이 깃들어, 펭귄과 같은 외형을 한 살아있는 슬라임 푸니르가 탄생해 버린다. 자신을 귀엽다고 생각하는 푸니르는 코타로에게 그것을 인정해 주었으면 좋겠지만, 코타로는 어린 시절의 깊은 트라우마로 인해 '남자인데도 귀여운 것을 좋아하는 자신'에 콤플렉스가 있기 때문에, 그것을 주위 에 숨기고 있어 푸니르도 귀엽다고는 말하지 않았다.
7년 후. 중학교 2학년이 된 코타로는 사춘기를 맞아 1학년 선배인 키라라 마미에게 짝사랑을 하게 되었다. 한편, 푸니르는 인간의 소녀와 같은 모습으로 바뀌고, 코타로에게 귀엽다고 인정받으려고 분투한다.

## 등장인물
푸니르(ぷにる)
성우 - 사사하라 유
본작의 주인공. 코타로에 의해 만들어진 슬라임. 1인칭은 '보쿠'. 2월 29일생으로, 59화에서 8세를 맞이했다. 언뜻 보면 미소녀이지만, 푸니르는 무성별이기 때문에 본인에게 소녀라고 하는 의식은 없고, 내용은 마스코트 시대 그대로이다. 슬라임이라는 취미이자 자유롭게 모습을 바꿀 수 있는 자신을 자랑스러워하며 인간을 자유롭게 모습을 바꿀 수 없는 불편한 존재로 치부하는 대목이 있다(43회). 좋아하는 것은 크림 소다.
애니메이션판에서는 문자 다중 방송에서의 푸니르 자막의 색은 노란색.
자신을 귀엽다고 생각하는 나르시스트이자 자신감 있는 성격. 그 성격이 된 이유는 어린 시절의 코타로가 진짜 산타클로스에게 자신이 귀여운 것을 좋아하는 것을 이해해 줄 수 있는, 귀여운 친구를 갖고 싶다고 바랐기 때문이다(53화). 코타로에게 자신을 귀엽다고 인정받기 위해 신체를 자유롭게 변화하는 특성을 살려 시행착오를 거친 결과, 최종적으로 당초의 펭귄 같은 모습에서 인간의 소녀 같은 모습으로 바꿨지만, 귀는 뾰로통하게 '별로 귀엽지 않은 파츠라서'라는 이유로 재현하지 않고, 귀 근처는 머리카락으로 가리고 있다. 그러면서도 성에 대한 지식은 생소하다.
장래희망은 '푸니르 랜드'라는 놀이공원을 설립하여 세계 최고의 인기인이 되어 kawaii의 대명사가 되어 자신의 물건을 판매하고 우주여행을 가서 모두에게 100만 엔을 받는 것이라고 말하고 있다.
카와이 코타로(河合井 コタロー)
성우 - 우메다 슈이치로, 마츠오카 미사토(어린 시절)
본작의 또다른 주인공. 푸니르의 사실상의 친부모. 중학교 2학년부터 62화로 중학교 3학년이 되었다.
초등학생 때는 푸니르에 대해 어디까지나 친구라는 인식이었고, 귀엽다고는 생각하지 않았지만 53화에서 만난 초기에는 귀엽다고 말한 것이 판명되었다.
애니메이션판에서의 문자 다중 방송에서의 코타로 자막의 색은 파란색.
중학교에 진학하면 푸니르 때문에 혼나고 있는 것이나, 자신은 슬라임 놀이를 할 나이가 아니라는 생각 때문인지 태도가 차가워져, 푸니르에 대해서는 폭언이나 폭력도 불사했지만, 이야기가 진행되면서 41화 등 푸니르를 이성으로서 의식하고 있는 묘사가 증가하기 시작하고 있다. 그러나, 푸니르와 사랑하고 있는 것을 인정해 버리면, 어릴 적에 원하던 '친구로서의 푸니르'를 잃어 버리기 때문에, 스스로는 결코 푸니르에의 기분을 인정하려고 하지 않는다.
유치원생 때는 귀여운 것을 좋아하는 것을 숨기지 않았지만, 사오토메 토오루 등 여자들로부터 '남자인데, 귀여운 것을 좋아하다니 이상하다'라고 괴롭힘을 당하고 나서는, 그 일에 콤플렉스를 안게 되었고, 그 후로 큐티짱 등 귀여운 것을 좋아하는 것은 숨기게 되었다. 푸니르를 고집스럽게 '귀엽다'고 칭찬하지 않는 것도 그 트라우마 때문이다.
키라라 마미(雲母 麻美)
성우 - 시미즈 리사
코타로의 선배. 중학교 3학년.
코타로가 말하기를 '누구에게나 상냥한 성모 같은 선배'로, 모두로부터 동경의 대상이 되고 있으며, 코타로에게 '키라라 선배'라고 불리며 연정을 받고 있다.
그러나, 아이와 조우하면 모성을 억제할 수 없게 되어 폭주한다고 하는 엉뚱한 본성의 소유자로, 정작 마미도 이것을 몹시 부끄러워하고 있어, 평상시는 억제해 가고 있지만, 코타로는 관심을 끄는 일 없이, 한층 더 반하고 있다. 또, 푸니르에 대해서도 비정상적인 애정을 품고 있는 모양이지만 푸니르는 무성별이기 때문에 연애는 이해할 수 없다.
난파 유스케(南波 遊助)
성우 - 에노키 준야
코타로의 클래스메이트. 긴 금발을 포니테일로 묶은 미남자.
그 노는 애 같은 풍모와 언행으로 상당한 날라리로 소문이 나 있고, 또 마미와도 사이가 좋아 코타로에게 질투를 받고 있다.
사실 그 풍모에 반해 초등학생용 취미생활을 좋아하는 초등학생 멘탈의 소유자이며, 교내에 이야기가 맞는 친구가 없기 때문에 방과 후에는 초등학생에게 어울려 놀고 있다는 다른 의미의 노는 애.
호네쨩(ホネちゃん)
성우 - 에치고야 코스케
코타로의 동급생이며, 그의 친구.
고얀(剛やん)
성우 - 타케우치 슌스케
코타로의 동급생이며, 그의 친구.
오카네가 앨리스(御金賀アリス)
성우 - 하나모리 유미리
코타로의 클래스메이트. 항상 봉제인 룬룬과 메이드의 보물을 데리고 있다.
큐티 랜드의 창립자 카와이 노스키의 손녀이며 초부자이다.
룬룬(룬루)
성우 - 오타니 이쿠에
어린 시절 앨리스에 의해서 고안된, 연녹색의 일등신의 쥐의 마스코트. 룬룬을 익애하고 있는 앨리스는 봉제인형등 굿즈를 다수 가지고 있어, 할아버지의 노스키씨에게 부탁해, 큐티를 대신해 Kawaii 옥좌를 탈취하려고 생각하고 있다. 그러나 세계에서 가장 유명한 캐릭터로 공개석상에 나와 있는 큐티와 달리 앨리스가 마음대로 자작한 오리지널 캐릭터이기 때문에 존재는 주지되지 않고 있다.
호다이(宝代)
성우 - 코바야시 유우
앨리스를 섬기는 흑발의 메이드. 항상 눈을 감고 있으며, 도톰한 입술과 울부짖음이 특징. 키는 상당히 크고 거유이다. 앨리스는 그녀를 학교 안까지 섬기고 있어 마토에게 수업에 관계없는 메이드를 가져오지 말라는 비난을 받고 있다. 앨리스에게는 절대적인 충성을 맹세하고, 앨리스나 룬룬에게 무례한 발언을 한 사람에게는 가차없이 칼을 던질 정도. 앨리스의 마음을 채우기 위해 인형을 입고 룬룬을 연기하는 등 충성심은 확실하지만 조금 어긋나는 부분이 있다.
마도 히로시(真戸博士)
성우 - 나카이 카즈야
라임중학교에 근무하는 교사. 면도 없이 흰머리, 흰옷 차림으로 이름 그대로 과학자 같은 차림을 한 중년 남성. 기혼자로 애처가. 푸니르를 여자아이가 아닌 슬라임으로 보는 몇 안 되는 인물.
원래는 자립형 슬라임을 연구하고 있는 학자였지만, 회비를 체납한 탓에 소속되어 있던 학회를 추방당하고 말았기 때문에, 우연히 발견한 '슬라임 생명체'라는 목표로 학회에 복귀할 기회를 엿보고 있다. 휘어져도 중요한 연구 대상인 푸니르를 잡을 때 '잘게 자른'다움이나, 충격에 대한 반응을 보기 위해 학교 옥상에서 떨어뜨리려고 하는 등 자신의 지적 호기심 우선으로 앞뒤 생각 없이 실험을 하고 있는 대목이 있는데, 바로 매드 사이언티스트인 인물이다.

## 서지 정보
- 마에다군 《푸니르는 귀여운 슬라임》 쇼가쿠칸 〈텐토무시 코믹스〉
  1. 2022년 7월 28일 발매[3][7], ISBN 978-4-09-143537-8
  2. 2022년 11월 28일 발매[8], ISBN 978-4-09-143553-8
  3. 2023년 2월 28일 발매[9][10], ISBN 978-4-09-143578-1
  4. 2023년 8월 9일 발매[11][12], ISBN 978-4-09-143610-8
  5. 2024년 1월 26일 발매[13], ISBN 978-4-09-143670-2
  6. 2024년 9월 27일 발매[14][15], ISBN 978-4-09-149785-7

## TV 애니메이션
제1기가 2024년 10월부터 12월까지 TV 도쿄 계열 등에서 방송되었다. 제1기 최종화 방송 직후 제2기 제작이 발표되었다.

### 스태프
- 원작 - 마에다군
- 감독 - 이베 유시
- 시리즈 구성 - 요코테 미치코
- 캐릭터 디자인 - 타나카 아야
- 색채 설계 - 키츠카와 아사미
- 미술 감독 - 미야모토 미우
- 미술 설정 - 미야모토 미우, 미츠하라 에리카, 타카스스키 아미
- 촬영 감독 - 고토 하루카
- 편집 - 에노키다 미사키
- 음향 감독 - 탄게 유지
- 음향 효과 - 야소 쇼타
- 음향 제작 - 도호쿠신샤
- 음악 - 모리 이즈미
- 음악 제작 - 도호 뮤직, bransic
- 치프 프로듀서 - 타카하시 아츠시, 타케이 카츠히로, 베니야 요시카즈, 비젠지마 미키히토, 후지사와 유스케
- 프로듀서 - 츠무라 미스즈, 사이토 유즈루, 사사키 레이코, 이토 유코
- 애니메이션 프로듀서 - 이나가키 타카후미
- 애니메이션 제작 - TOHO animation STUDIO
- 제작 - 푸니르 제작위원회

### 주제가
GYUMU!(ぎゅむ！)
푸니르(사사하라 유)에 의한 제1기 오프닝 테마. 작사·작곡·편곡은 모리 이즈미.
SHOW(唱)
푸니르(사사하라 유)에 의한 제1기 엔딩 테마. 작사는 TOPHAMHAT-KYO, 작곡은 Giga&TeddyLoid, 편곡은 모리 이즈미.
큐티 CM송(キュティCMソング)
큐티(오타니 이쿠에)에 의한 제1기 제4화 삽입곡. 작사는 요코테 미치코, 작곡·편곡은 모리 이즈미.

### 에피소드 목록
| 화수   | 제목                                                                 | 각본          | 그림 콘티       | 연출            | 작화 감독 | 총작화 감독               | 방송일          |
| ------ | -------------------------------------------------------------------- | ------------- | --------------- | --------------- | --- | ------------------------- | --------------- |
| 제1화  | I HATE YOU and I LOVE YOU                                            | 요코테 미치코 | 이베 유시       | 이베 유시       | 마츠오카 켄지 나카야마 카즈코 니시다 미야코 야마자키 카오리 스즈키 하루카 타나카 아야                                                                                     | 타나카 아야 마츠오카 켄지 | 2024년 10월 6일 |
| 제2화  | 友達でもなくスライムでもなく 친구도 아니고 슬라임도 아닌             | 히라미 미하루 | 미야니시 테츠야 | 미야니시 테츠야 | 시노하라 유타 야마자키 아츠코 리 샤오레이 난바 타카시 | 마츠오카 켄지             | 10월 13일       |
| 제3화  | かわいいぷにるはスライム 귀여운 푸니르는 슬라임                      | 이케다 린타로 | 와타나베 신이치 | 혼마 미나미     | 사카이 나츠미 이시하라 나오야 나카야마 카즈코 난바 타카시 츠루타 나오미                                                                                                   | 타나카 아야               | 10월 20일       |
| 제4화  | かわいい国のアリス 귀여운 나라의 앨리스                              | 요코테 미치코 | 노자키 마사요   | 노자키 마사요   | 나카시키 사오리 사코에 사라 시미즈 유스케 | 마츠오카 켄지             | 10월 28일       |
| 제5화  | GO! GO! 華麗に応援です! GO! GO! 화려하게 응원합니다!                 | 히라미 미하루 | 이베 유시       | 카라사와 료타   | 미즈카미 론도 혼다 히로유키 이시하라 나오야 사카이 카스미 리 샤오레이 | 마츠오카 켄지             | 11월 3일        |
| 제6화  | ルンルーンだらけのGPぷにるもあるよ！ 룬룬이 가득한 GP 푸니르도 있어! | 요코테 미치코 | 와타나베 신이치 | 요코노 미츠요   | 타카토라 노보루 야마자키 카오리 니시다 미야코 | 타나카 아야               | 11월 10일       |
| 제7화  | Sweet Bitter Summer                                                  | 이케다 린타로 | 치나            | 치나            | 이마오카 노리유키 | 타나카 아야               | 11월 17일       |
| 제8화  | 文化祭です! 全員集合 문화제입니다! 전원 집합                         | 히라미 미하루 | 미야니시 테츠야 | 미야니시 테츠야 | 시노하라 유타 사카이 나츠미 미즈카미 론도 코스게 카즈히사 周婧 미야니시 테츠야                                                                                            | 마츠오카 켄지             | 11월 24일       |
| 제9화  | バンド野郎ZE! 밴드를 하ZA!                                           | 이케다 린타로 | 이베 유시       | 이베 유시       | 미츠하시 타에코 오오코우치 시노부 리 샤오레이 100studio | 타나카 아야               | 12월 1일        |
| 제10화 | メリーふにるます! 메리 푸니르마스!                                   | 요코테 미치코 | 혼마 미나미     | 혼마 미나미     | 시노하라 유타 코스게 카즈히사 나카야마 카즈코 이시하라 나오야 미즈카미 론도 야마자키 아츠코 니시다 미야코 미타니 노부유키                                                 | 마츠오카 켄지             | 12월 8일        |
| 제11화 | スプーン一杯のクリスマスをすくって 크리스마스 한 스푼을 떠서         | 요코테 미치코 | 노자키 마사요   | 노자키 마사요   | 마츠오카 켄지 야마자키 아츠코 나카시키 사오리 미츠하시 타에코 먕 시나기쿠 니시다 미야코 미야니시 테츠야 100studio                                                         | 타나카 아야               | 12월 16일       |
| 제12화 | いい旅ぷに気分 좋은 여행 뿌니 기분                                   | 요코테 미치코 | 쿠보 유스케     | 카라사와 료타   | 니시다 미야코 이시하라 나오야 미즈카미 론도 쿠마가이 카츠히로 코스게 카즈히사 오오코우치 시노부 아베 지코우 이마오카 노리유키 사카이 나츠미 시노하라 유타 미츠하시 타에코 | 마츠오카 켄지             | 12월 23일       |

| TV 도쿄 계열 일요일 23:45~월요일 0:15 | TV 도쿄 계열 일요일 23:45~월요일 0:15 | TV 도쿄 계열 일요일 23:45~월요일 0:15 |
| 이전 작품                             | 작품명                                | 다음 작품                             |
| ------------------------------------- | ------------------------------------- | ------------------------------------- |
| 나나레 하나나레                       | 푸니르는 귀여운 슬라임(제1기)         | 전수.                                 |